# Рождение надежды
«Рождение надежды» (англ. Born of Hope) — художественный фильм 2009 года, снятый поклонниками творчества Дж. Р. Р. Толкина вне системы профессиональных киностудий.
Это некоммерческий фанатский фильм, размещённый в интернете и не выходивший в кинопрокат. Он снят в стилистике фильма Питера Джексона «Властелин Колец» и сюжетно является приквелом данной кинотрилогии. Фильм концентрируется на жизни областей, затронутых войной Саурона и истории родителей Арагорна — Араторна II и Гилраэнь.
Большая часть фильма была снята в Вест Стоу в Саффолке. Лесные сцены сняты в лесу Эппинг; съёмки с высоты птичьего полёта включают виды национального парка Сноудония и Дервентвотера.
Первый показ был проведен на Ring*Con 2009, затем фильм разместили на DailyMotion бесплатно, затем на YouTube.

## Сюжет
…В конце Третьей Эпохи власть Саурона усиливается. Его орки постоянно ищут потомков Элендила, оставшихся в живых в Арноре. Дирхел, его жена Айворвен и их дочь Гилраэнь спасаются после атаки на их деревню и попадают в засаду орков в лесу. Их спасает группа дунэдайн, возглавляемая Араторном. Араторн приглашает беженцев в свою деревню Таурдал, руководимую вождём дунэдайн, Арадором. Гилраэнь влюбляется в Араторна.
Противостоя атакам орков на соседние селения, Арадор возглавляет кампанию против орков, пытаясь восстановить мир. В то же время он направляет Араторна в одиночку выяснить истинную причину атак, в ходе которых орки ищут в основном кольца. Араторн выясняет, что орки служат Саурону и по его приказу ищут Кольцо Барахира. По возвращении из миссии Араторн женится на Гилраэнь.
Год спустя Арадор гибнет в схватке с горным троллем, и Араторн становится вождем дунэдайн. У Гилраэнь рождается сын — Арагорн. Таурдал наслаждается мирной жизнью, пока не приходят новости из Ривенделла. Элронд почувствовал, что опасность возвращается, и предложил Араторну и Гилраэнь укрыться в Ривенделле. Прежде чем Араторн приходит к решению, орки нападают на деревню. При успешном отражении атаки погибают многие дунэдайн, в том числе близкая подруга Араторна, Элгарейн. Араторн возглавляет погоню за уцелевшими орками и получает смертельную рану в ходе погони. Оставшись без вождя, дунэдайн скрываются в секретном убежище в лесу, а эльфы-близнецы Элладан и Элрохир отводят Гилраэнь и Арагорна в безопасный Ривенделл…

## В ролях
- Кристофер Дэйн — Араторн II
- Бет Эйнсли — Гилраэнь
- Ян Маршалл — Арадор
- Дэнни Джордж — Дирхаборн
- Эндрю Макдональд — Дирхел
- Филиппа Хамонд — Айворвен
- Говард Корлетт — Халбарон, правая рука Араторна, руководит дунэдайн после его смерти
- Кейт Мэдисон — Элгарейн, девушка-воин, друг Араторна
- Люк Джонстон — Арагорн, сын Араторна[4]
- Мэтт Кеннард — Элладан, сын Элронда, брат-близнец Элрохира
- Сэм Кеннард — Элрохир, сын Элронда
- Олли Гудчайлд — Хальбарад, сын Халбарона

## История создания
Идея фильма возникла в 2003 году, когда режиссёр/продюсер/актер Кейт Мэдисон решила сделать фильм для Tolkien Fan Film Exhibition. Первые съёмки были сделаны в 2006 году. Основные съёмки начались в июне 2008 года и продолжались до 2009 года. Целью стал дебют на Ring*Con 2009, что и случилось. Затем фильм был размещён на различных бесплатных хостингах, включая DailyMotion и YouTube.
Мэдисон потратила на фильм £8 000 своих сбережений. Дополнительные £17 000 были собраны после размещения трейлера в сети.

## Отзывы
Венди Айд в The Times дала фильму оценку в 4 звезды из 5, назвав его «почти идеальным воплощением Джексоновского взгляда на сагу». Она также отметила «очень хороший актёрский состав», который «практически во всех сценах показывал уровень, превосходящий обычный для малобюджетных фильмов».